# Bündnis Sahra Wagenknecht
Bündnis Sahra Wagenknecht – Vernunft und Gerechtigkeit (rövidítve BSW, német kiejtés: [beː.ɛsˈveː]); egy 2024. januárjában alapított német párt. A politikai megfigyelők (2024-ben) hajlamosak a pártot szocioökonómia szempontjából baloldalinak, szociokultúra szempontjából pedig jobboldalinak minősíteni. 

## Pártból egyesület
A párt megalakulását megelőzte egy 2023. szeptember 26-án bejegyzett egyesület megalapítása, amely elsősorban Baloldali Párt (németül: Die Linke) nevű német politikai párt tagjaiból állt. Az egyesület a majdani új, azonos nevű politikai párt megalapításának előkészítését szolgálta. 
2023. október 23-án Sahra Wagenknecht, Amira Mohamed Ali és Christian Leye Bundestag-tagok, Lukas Schön, a Linke volt észak-rajna-vesztfáliai ügyvezetője és Ralph Suikat vállalkozó egy sajtótájékoztatón ismertette a megalakulóban lévő párt terveit.
Amira Mohamed Ali bejelentette, hogy Wagenknechttel, Leyével és a Bundestag-frakció hét másik tagjával együtt kilépett a Linkeből, hogy az újonnan alapított BSW-t megalakítsa, de nem adják vissza mandátumukat, megtartják parlamenti tagságukat a Linke parlamenti frakcióján belül és evvel együtt megőrzik parlamenti kiváltságaikat. 
A Linke ezekkel a feltételekkel nem látta összetarthatónak frakcióját. 2023. december 6-án feloszlatta magát, ugyanis az új pártalapítók nélkül már nem volt meg a frakcióhoz előírt minimum létszám.
Az egyesület fő célja az volt, hogy megalapozza a Wagenknecht vezette új pártot, kialakítsa annak struktúráját. Az egyesület szkeptikus volt mind a zöldpolitikával, mind Ukrajna támogatásával szemben az orosz-ukrán háborúban. Már a párt megalakulása előtt különböző felmérések szerint a németek 12-20 százaléka (Kelet-Németországban közel 32 százalék) azt mondta, hogy fontolóra venné, hogy a BSW-re szavazzon.

## Pártalapítás
2024. január 8-án Bündnis Sahra Wagenknecht – Vernunft und Gerechtigkeit (rövidítve BSW; magyarul Sahra Wagenknecht Szövetség – Értelem és Igazságosság) néven hivatalosan is megalakult a párt.

## Választási eredmények

### Bundestag
| Választás | Választókerületi szavazatok | Választókerületi szavazatok | Pártlistás szavazatok | Pártlistás szavazatok | Mandátumok | +/–     | Kormány/Ellenzék? |
| Választás | Szavazatszám                | %                           | Szavazatszám          | %                     | Mandátumok | +/–     | Kormány/Ellenzék? |
| --------- | --------------------------- | --------------------------- | --------------------- | --------------------- | ---------- | ------- | ----------------- |
| 2025      | 299 401                     | 0,6 (#10)                   | 2 472 947             | 4,98 (#7)             | 0 / 630    | Új párt | Parlamenten kívül |

### Európai Parlament
| Választás | Listavezető   | Szavazatszám | %         | Mandátumok | +/–     | Parlamenti csoport |
| --------- | ------------- | ------------ | --------- | ---------- | ------- | ------------------ |
| 2024      | Fabio de Masi | 2 453 652    | 6,17 (#6) | 6 / 96     | Új párt | –                  |

### Tartományi parlamentek
| Tartomány   | Választási év | Szavazatszám | %         | Mandátumok | +/–     | Kormány/Ellenzék?                       |
| ----------- | ------------- | ------------ | --------- | ---------- | ------- | --------------------------------------- |
| Brandenburg | 2024          | 202 343      | 13,5 (#3) | 14 / 88    | Új párt | Kormánykoalíció az SPD-vel              |
| Hamburg     | 2025          | 76 922       | 1,8 (#8)  | 0 / 121    | Új párt | Parlamenten kívül                       |
| Szászország | 2024          | 277 173      | 11,8 (#3) | 15 / 120   | Új párt | Ellenzék                                |
| Türingia    | 2024          | 190 448      | 15,8 (#3) | 15 / 88    | Új párt | Kormánykoalíció a CDU-val és az SPD-vel |

#### A 2024. őszi tartományi választások
A hét hónapos párt a 2024. szeptember 1-jei türingiai tartományi választáson 15,8 százalékot, a szászországi tartományi választáson 11,8 százalékot, míg a szeptember 22-i brandenburgi tartományi választáson 13,5 százalékot ért el.
Wagenknecht pártja ezekkel az eredményekkel a pártok közti versengésben mindhárom tartományban a harmadik helyet érte el.
A BSW végeredményben mind Türingiában, mind Szászországban jócskán megelőzte a kormányzó közlekedésilámpa-koalíció mindhárom történelmi pártját. A párt a brandenburgi tartományi parlamentben "királycsinálóvá" vált, ugyanis ha az SPD nem köt velük koalíciót, akkor nem lesz többségük a tartományi parlamentben.
A BSW eredményei a 2024 szeptemberi kelet-németországi választásokon a főbb pártokkal összehasonlítva.
Türingia (%) | Szászország (%) | Brandenburg (%)
BSW: 15,8% | 11.8% | 13,5%
AfD: 32,8% | 30,6% | 29,2%
CDU: 23,6% | 31,9% | 12,1%
SPD: 6,1% | 7,3% | 30,9%
Zöldek: 3,2% | 5,1% | 4,1%
FDP: 1,1% | 0,9% | –